# 萨尔韦林根
萨尔韦林根是德国萨尔州的一个市镇。总面积41.65平方公里，总人口13378人，其中男性6505人，女性6873人（2011年12月31日），人口密度321人/平方公里。